# Primorska nogometna liga 1978./79.
Primorska nogometna liga, također  kao i II. razred Područne lige Nogometnog saveza Rijeka, za sezonu 1978./79. je bila liga šestog stupnja nogometnog prvenstva Jugoslavije. 
 
U ovoj sezoni je dotadašnji I. razred Područne lige Nogometnog saveza Rijeka preimenovan u Primorsko-goransku nogometnu zonu, a iz II. razreda Područne lige Nogometnog saveza Rijeka i III. razreda Područne lige Nogometnog saveza Rijeka su nastale Primorska nogometna liga i Goranska nogometna liga. 
 
Natjecalo se 11 klubova s područja Kvarnera, a prvak je bio klub "Halubjan" iz Viškova, koji je ostvario i promociju u Primorsko-goransku zonu. 

## Ljestvica
| mj. | klub                 | ut. | pob. | ner. | por. | gol+ | gol- | bod |
| --- | -------------------- | --- | ---- | ---- | ---- | ---- | ---- | --- |
| 1.  | Halubjan Viškovo     | 20  | 13   | 5    | 2    | 44   | 14   | 31  |
| 2.  | Rječina Dražice      | 20  | 11   | 8    | 1    | 38   | 16   | 30  |
| 3.  | Rikard Benčić Rijeka | 20  | 10   | 5    | 5    | 48   | 27   | 25  |
| 4.  | Turbina Tribalj      | 20  | 12   | 1    | 7    | 51   | 32   | 24  |
| 5.  | Bribir               | 20  | 10   | 4    | 6    | 38   | 25   | 24  |
| 6.  | Mali Lošinj          | 20  | 10   | 2    | 8    | 50   | 32   | 22  |
| 7.  | Primorac Šmrika      | 20  | 6    | 5    | 9    | 36   | 24   | 17  |
| 8.  | Turnić Rijeka        | 20  | 5    | 5    | 10   | 30   | 53   | 15  |
| 9.  | Krk                  | 20  | 6    | 2    | 12   | 36   | 43   | 14  |
| 10. | Zamet Rijeka         | 20  | 5    | 2    | 13   | 26   | 51   | 12  |
| 11. | Mlaka Rijeka         | 20  | 2    | 1    | 17   | 22   | 89   | 5   |

## Rezultatska križaljka
| kratica | klub                 | BRI | HAL             | KRK | MAL | MLA      | PRI | RIKB | RJE | TURB | TURN | ZAM |
| --- | -------------------- | --- | --------------- | --- | --- | -------- | --- | ---- | --- | ---- | ---- | --- |
| BRI | Bribir               |     | 2:1             |     |     |          |     |      |     |      |      |     |
| HAL | Halubjan Viškovo     | 2:0 |                 | 1:0 | 1:0 | 3:0 p.f. | 3:1 | 3:1  | 1:1 | 1:0  | 5:0  | 1:1 |
| KRK | Krk                  |     | 2:1             |     |     |          |     |      |     |      |      |     |
| MAL | Mali Lošinj          |     | 1:1             |     |     |          |     |      |     |      |      |     |
| MLA | Mlaka Rijeka         |     | 0:3             |     |     |          |     |      |     |      |      |     |
| PRI | Primorac Šmrika      |     | 1:0 p, 0:3 p.f. |     |     |          |     |      |     |      |      |     |
| RIKB | Rikard Benčić Rijeka |     | 1:1             |     |     |          |     |      |     |      |      |     |
| RJE | Rječina Dražice      |     | 1:1             |     |     |          |     |      |     |      |      |     |
| TURB | Turbina Tribalj      |     | 1:4             |     |     |          |     |      |     |      |      |     |
| TURN | Turnić Rijeka        |     | 0:3             |     |     |          |     |      |     |      |      |     |
| ZAM | Zamet Rijeka         |     | 2:2             |     |     |          |     |      |     |      |      |     |
| |                      |     |                 |     |     |          |     |      |     |      |      |     |
| podebljan rezltat - utakmice od 1. do 11. kola (1. utakmica između klubova) rezultat normalne debljine - utakmice od 12. do 22. kola (2. utakmica između klubova) rezultat nakošen - nije vidljiv redoslijed odigravanja međusobnih utakmica iz dostupnih izvora rezultat smanjen * - iz dostupnih izvora nije uočljiv domaćin susreta prekrižen rezultat - poništena ili brisana utakmica p - utakmica prekinuta 3:0 p.f. / 0:3 p.f. - rezultat 3:0 bez borbe |                      |     |                 |     |     |          |     |      |     |      |      |     |

 Izvori: